# Club Universal
Club Universal jest paragwajskim klubem z siedzibą w dzielnicy Loma Clavel, w mieście Encarnación, stolicy departamentu Itapúa.

## Osiągnięcia
- Mistrz drugiej ligi paragwajskiej (Segunda división paraguaya): 1999

## Historia
Klub założony został 14 maja 1917 i gra obecnie w drugiej lidze paragwajskiej (Segunda división paraguaya). W pierwszej lidze (Primera división paraguaya) Universal zaliczył jak dotąd tylko jeden (w roku 2000), i to fatalny sezon (jedynie 3 zwycięstwa na 27 meczów).